# Сентрал-авеню (линия Мертл-авеню, Би-эм-ти)
|   |   |  |   |   |
| · | · |  | · | · |

|   |   |  |   |   |
| · | · |  | · | · |

«Сентрал-авеню» (англ. Central Avenue) — станция Нью-Йоркского метрополитена, расположенная на линии Мертл-авеню, Би-эм-ти. Станция находится в Бруклине, в округе Бушуик, на пересечении Миртл-авеню с Сидар-стрит. На станции останавливается маршрут M (круглосуточно).

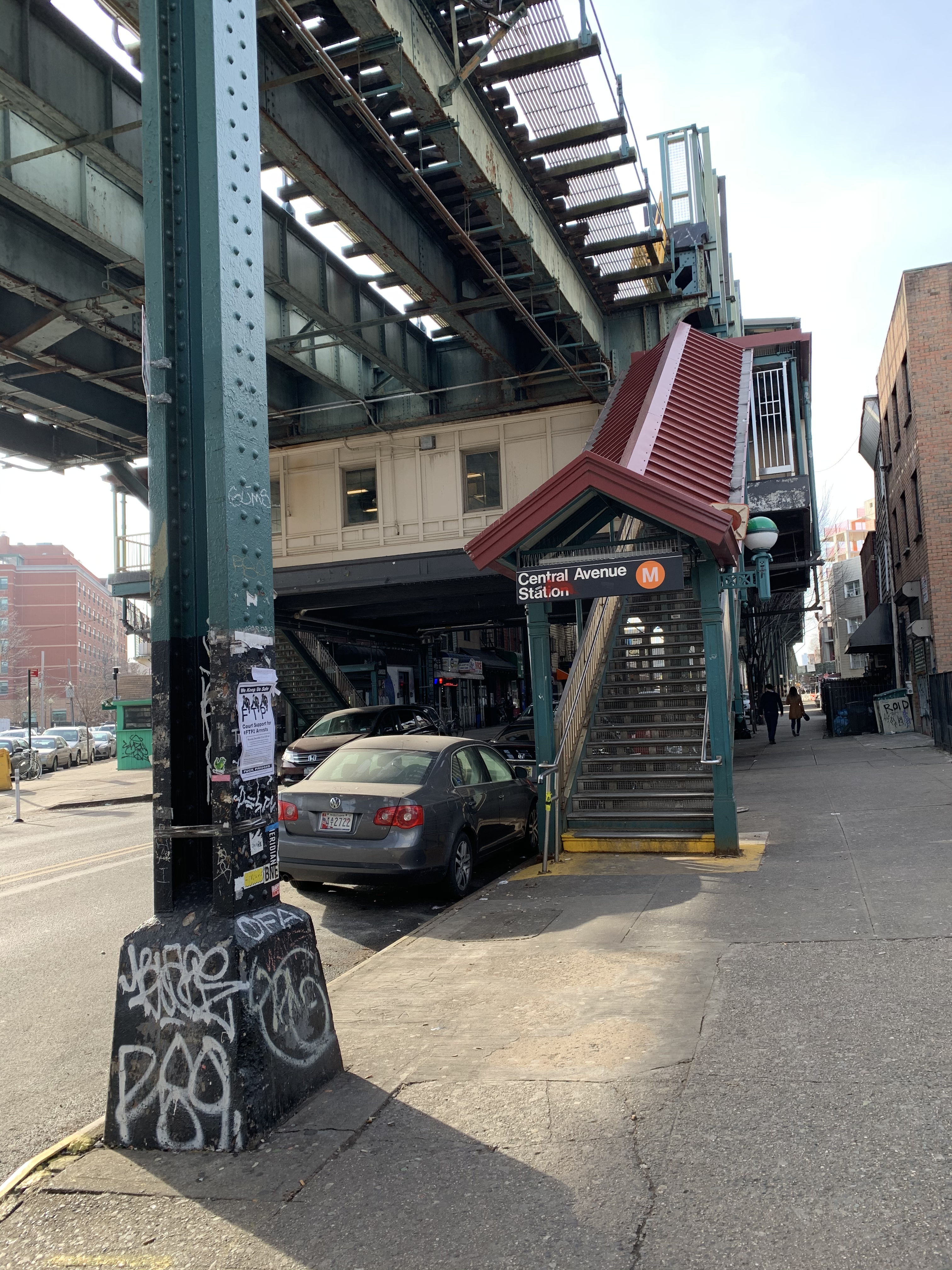
Выход со станции

Станция представлена двумя боковыми платформами, расположенными на двухпутной линии. Между двумя путями имеется пространство, которое раньше занимал центральный экспресс-путь, а сама линия была трёхпутный. Центральный путь был ликвидирован вместе с западной половиной линии Мертл-авеню, Би-эм-ти в 1969 году. Эта станция — самая западная на линии, которая функционирует по сей день. Сами платформы оборудованы навесом (практически по всей длине) и огорожены высоким забором. Название станции представлено в стандартном виде: черные таблички с белой надписью.
Станция имеет единственный выход, расположенный с восточного её конца. С каждой платформы лестницы спускаются в эстакадный мезонин под платформами, где располагается турникетный павильон и переход между платформами. Из мезонина в город ведут две лестницы: к юго- и северо-западному углам перекрестка Миртл-авеню и Сидар-стрит. Есть также основания полагать, что существовал и другой выход: с западного конца станции, который также имел мезонин.